# Крутнівська гора
Кру́тнівська гора́ — ландшафтний заказник місцевого значення в Україні. Розташований при північно-східній околиці села Крутнів Кременецького району Тернопільської області, на схилі південної експозиції. 
Площа 30 га. Оголошений об'єктом природно-заповідного фонду рішенням № 74 другої сесії Тернопільської обласної ради шостого скликання від 10 лютого 2016 року. Перебуває у віданні: Лопушненська сільська рада. 
Під охороною та збереженням у природному стані типовий природний ландшафт Вороняків, оселищ рідкісних та зникаючих видів рослин, місць оселення корисної ентомофауни.